# Río de Oro (Catatumbo)
El río de Oro es un curso de agua de Colombia y Venezuela.
El río de Oro tiene su origen en la vertiente oriental de la Serranía de los Motilones, en el Parque nacional natural Catatumbo Barí (extremo norte del departamento de Norte de Santander). Luego fluye hacia el este a lo largo de la frontera con Venezuela, pasa por Venezuela y se une al río Catatumbo en el estado Zulia.